# Xenotrichobius linaresi
Xenotrichobius linaresi är en tvåvingeart som beskrevs av Pablo C. Guerrero 1998. Xenotrichobius linaresi ingår i släktet Xenotrichobius och familjen lusflugor. Inga underarter finns listade i Catalogue of Life.